# Geometrická optika
Geometrická optika (též zvaná paprsková optika) je částí optiky, která popisuje šíření světla v prostředí pomocí paprsků. Je použitelná v případech, kdy rozměry optických prvků a vzdálenosti mezi nimi jsou velké ve srovnání s vlnovou délkou světla a vlnové vlastnosti světla lze ignorovat. Geometrická optika může být rovněž považována za limitní případ vlnové optiky pro vlnovou délku světla jdoucí k nule.

## Základní principy
Geometrická optika je postavena na několika principech
- princip přímočarého šíření světla
- princip vzájemné nezávislosti paprsků
- princip záměnnosti chodu paprsků
- zákon odrazu
- zákon lomu

Tato pravidla posloužila k vytvoření Fermatova principu.

### Princip přímočarého šíření světla

Šíření světla z bodového zdroje

Princip přímočarého šíření světla říká, že pokud světlo, které se šíří homogenním prostředím, dopadá na překážky, které jsou dostatečně velké ve srovnání s vlnovou délkou světla, pak pozorujeme, že světlo se šíří přímočaře.
Toto přímočaré šíření světla umožňuje zavést představu světelného paprsku.
Pokud máme velmi malý (bodový) zdroj světla uzavřený v neprůhledné schránce, v níž se nachází malý kruhový otvor, přičemž kruhový otvor musí být dostatečně velký, aby nedocházelo k ohybovým jevům, pak světlo může unikat ze schránky pouze kruhovým otvorem a šíří se vnějším prostředím, přičemž vytváří světelný kužel s vrcholem ve zdroji světla. Průřez kužele je dán velikostí kruhového otvoru. Světelný kužel lze dobře spatřit na stínítku, které do něj umístíme. Tento světelný kužel je možné spatřit v mírně znečistěném prostředí, např. ve vzduchu s drobnými částečkami prachu apod., kdy dojde k jeho zviditelnění v důsledku rozptylu na znečišťujících částicích. Takový světelný kužel se nazývá svazkem paprsků. Svazek paprsků se obvykle vyznačuje jen některými jejími význačnými paprsky, které svazek charakterizují. Jde např. o paprsek probíhající středem svazku, popř. na nějaké hraně svazku apod.
Paraxiálním (nulovým) paprskem se nazývá takový paprsek, které leží v blízkosti optické osy a svírá s ní velmi malý úhel (menší než 2°).

### Princip vzájemné nezávislosti paprsků

K principu vzájemné nezávislosti paprsků.

Princip vzájemné nezávislosti paprsků lze považovat za platný pouze tehdy, pokud nepřihlížíme k ohybovým jevům. Ve skutečnosti může docházet k ovlivňování paprsků a vzniku jevu, který se nazývá interference.
Tento princip říká, že všechny paprsky z téhož nebo různých zdrojů postupují prostorem tak, jako by ostatní paprsky neexistovaly.
Pokud dojde k zastínění svazku světelných paprsků clonou, postupují paprsky v místě nezastíněném clonou dále bez jakéhokoli vlivu paprsků, které byly clonou odstíněny. Stejně je tomu také v případě, že dochází k protínání paprsků z více zdrojů.

### Princip záměnnosti chodu paprsků

Záměnnost chodu paprsků

Princip záměnnosti chodu paprsků říká, že pokud se paprsek šíří z bodu A do bodu B, může se šířit také z bodu B do bodu A.
Tento princip je platný i v případě, že dochází k odrazu nebo lomu paprsku. Změníme-li tedy směr libovolného paprsku na opačný, bude paprsek postupovat stejnou cestou.

## Význam
Geometrická optika položila základy pro tvorbu optického zobrazení, např. pomocí čoček a zrcadel. Znalost optického zobrazení posloužila pro pochopení a konstrukci optických systémů.